# Myotis riparius
Myotis riparius é uma espécie de morcego da família Vespertilionidae. Pode ser encontrada em El Salvador, Honduras, Nicarágua, Costa Rica, Panamá, Colômbia, Venezuela, Trinidad e Tobago, Guiana, Suriname, Guiana Francesa, Equador, Peru, Brasil, Uruguai, Argentina, Paraguai e Bolívia.
O morcego Myotis riparius (nome científico), também conhecido como morcego d'água ou Myotis ribeirinho é uma espécie de morcego da família Vespertilionidae, descrita por Handley (1960) como subespécie de Myotis simus (Thomas, 1901). Foi reconhecida como espécie válida por Laval (1973), sendo então mencionada desta forma em trabalhos posteriores de outros autores.

## Distribuição geográfica
Myotis riparius distribui-se de Honduras até o Uruguai, passando pelo Brasil, Argentina, Paraguai, Bolívia e Trinidad (Simmons 2005).
No território brasileiro, houve registros da espécie nos seguintes pontos:
- Na região da floresta Amazônica (Voss & Emmons 1996, Nogueira et al. 1999, Bernard 2001, 2002, Bernard & Fenton 2002);
- Bahia, nordeste brasileiro (Faria et al. 2006);
- Mato Grosso, centro-oeste, em área de Cerrado (Gonçalves & Gregorin 2004);
- Paraná (Sekiama et al. 2001, Miretzki 2003, Bianconi et al. 2004),;
- Santa Catarina (Cherem et al. 2004, Graciolli 2004);
- Rio Grande do Sul (González & Fabián 1995), sul do Brasil.
- No sudeste brasileiro, Bertola et al. (2005) registrou um exemplar coletado no Parque Estadual da Cantareira, Estado de São Paulo, e Laval (1973) examinou um exemplar coletado em Viçosa, Minas Gerais. O primeiro registro comprovado de M.riparius no estado do Rio de Janeiro foi feita por Dias & Peracchi (2007) , uma área de Mata Atlântica no Município de Nova Iguaçu, Estado do Rio de Janeiro.

Os morcegos representam a maior parte da mastofauna em ambientes neotropicais, tanto em riqueza quanto em abundância (Taddei, 1983; Vivo 1997)

## Etimologia
Apesar de Woodman (1993) argumentar que o gênero Myotis deveria ser considerado feminino por sua terminação otis, fato que ocasionou muitas trocas precipitadas em vários trabalhos. O Código Internacional de Nomenclatura Zoológica (International Commission on Zoological Nomenclature - ICZN) fixou o gênero como masculino na Official List of Generical Names in Zoology (Pritchard, 1994).

## Taxonomia
M. riparius é um grupo monofilético com tendência à estruturação geográfica. As variações morfológica e morfométrica revelaram sutil distinção dos grupos da Mata Atlântica e Cone Sul em relação àqueles da Amazônia e América Central. Modelos de distribuição geográfica indicaram que M. riparius está associada a ambientes florestais, havendo uma descontinuidade entre as populações do norte e do sul da América do Sul. (Novaes, 2017)

## Descrição Morfológica
Para distinguir Myotis riparius de outra espécie do gênero Myotis (M. nigricans), Laval (1973) e López-González et al. (2001) indicam pelagem mais curta e lanosa, segundo pré-molar superior deslocado para o lado lingual, presença de crista sagital e proporção largura entre caninos/largura pós-orbitária (Lc/Lpo) superior a 1, como caracteres mais importantes para a distinção. Entretanto, outros autores apontam grande variação quanto à posição do segundo pré-molar superior (López-González et al. 2001, Dias & Peracchi 2007), bem como diferenças em relação à pelagem curta e lanosa, mais presente nas observações de exemplares feitas no norte da América do Sul, do que no Paraguai. López-González et al. (2001) recomendam utilizar a presença de crista sagital e a proporção Lc/Lpo >1 como caracteres mais seguros para separar M.riparius de M.nigricans, protocolo bem sucedido nas observações feitas por Dias e Peracchi (2007), visto que todos os exemplares de M.riparius coletados em estudo na Reserva Biológica do Tinguá possuíam crista sagital, e para todos a proporção Lc/Lpo observada é menor que um.
Em relação à pelagem, foi observado por Simmons & Voss (1998) que o M.riparius possui pelos mais curtos e lanosos que os do M.nigricans, podendo ser também um critério de identificação da espécie; bem como a identificação de comprimento total craniano, sendo as medidas de M.riparius maiores em comparação às de M.nigricans.
Outros critérios de identificação foram constatados por Dias & Peracchi (2007), como o tamanho dos indivíduos (machos e fêmeas) coletados na Reserva Biológica do Tinguá, que era maior nos indivíduos de M.riparius observados do que nos de M.nigricans.
Myotis riparius difere-se das demais espécies sul-americanas pelo conjunto de seus caracteres cranianos, sendo os mais evidentes a presença de crista sagital, o processo mastóide mais desenvolvido e a posição do segundo pré-molar superior deslocado lingualmente, e em muitos casos, este encontra-se encoberto pela borda do cíngulo labial do terceiro pré molar superior (Aires, 2008). Além dos caracteres cranianos, M. riparius possui pelagem ventral com ápice salpicado de cinza a creme amarelado e pelagem dorsal geralmente mais curta que os outros Myotis sul-americanos. A borda da maxila inferior é muito arredondada e tem coloração entre o creme e o castanho claro.
Possui medidas do antebraço oscilando entre 32,9 a 37,6mm e comprimento total do corpo entre 36,4 a 47,3 mm. As medidas da tíbia estão em torno de 12,3 a 16,35mm. A inserção do plagiopatágio faz-se na altura dos artelhos e os pés são relativamente menores em relação com as outras espécies, variando entre 4,35 a 6,81mm.

## Ecologia
Vive apenas em florestas tropicais úmidas primárias e em terras de baixa altitude.  Sua dieta é baseada em insetos. Os adultos possuem comprimento corporal de cerca de 4 cm, antebraço de 3,5 cm e peso de 4 g e usam principalmente cavernas como abrigo, mas podem ser encontrados em fendas em rochas e ocos de árvores.
Morcegos desta espécie são altamente tolerantes a ambientes antropizados, podendo ser encontrados voando sobre plantações, florestas decíduas e florestas bem preservadas.

## Comportamento
Frequentemente são encontrados forrageando em áreas abertas, ao longo de riachos, bem como em trilhas no interior das florestas e em clareiras.
Já foi encontrado abrigando-se em construções humanas e sob casca de árvores, em colônias de até 50 indivíduos.
Apresenta pulsos de chamado modulados, com uma cauda anterior e frequência final maior de 55 kHz.

## Conservação
Apesar de diversas espécies de morcegos serem tolerantes à fragmentação florestal e empobrecimento da qualidade do habitat, fragmentos grandes e bem conservados apresentam uma fauna de Chiroptera consideravelmente mais rica devido à grande complexidade da vegetação e a consequentemente maior ainda variedade de recursos alimentares (frutas, pólen, néctar, insetos, e outros animais) e disponibilidade de abrigo. Essas características torna mais fácil para morcegos, incluindo os Myotis, se estabelecerem e prosperarem nesse tipo de ambiente mais do que em áreas isoladas (ESTRADA et al., 1993).
Espécies consideradas comuns e generalistas são conhecidas por sua tolerância e capacidade de adaptação à impactos causados pela atividade humana (REIS et al., 2007)